# Shimazu Yoshihiro
Yoshihiro Shimazu (島津義弘 ? ; Kagoshima, 21 de agosto de 1535 – 30 de agosto de 1619) foi o segundo filho de Shimazu Takahisa e irmão mais novo de Shimazu Yoshihisa. Ele era um general hábil e com a vitória contra o  clã Ito na batalha de Kizakibaru em 1572 é contado como uma de suas muitas vitórias. Ele contribuiu muito para a unificação de Kyushu. Era um budista devoto, e construiu um monumento para as tropas inimigas durante a Segunda Guerra Sete Anos. Yoshihiro foi essencial para o clã Shimazu.